# Nusa Tenggara Barat
Nusa Tenggara Barat är en provins i Indonesien och omfattar öarna Lombok och Sumbawa bland Små Sundaöarna. Folkmängden uppgick år 2010 till cirka 4,5 miljoner invånare och den administrativa huvudorten är Mataram. Provinsens yta uppgår till 20 153,15 km².

## Administrativ indelning
Provinsen är indelad i åtta distrikt och två städer.
Distrikt (Kabupaten):
- Bima, Dompu, Lombok Barat, Lombok Tengah, Lombok Timur, Lombok Utara, Sumbawa, Sumbawa Barat

Städer (Kota):
- Bima, Mataram